# طريقة هوندت
طريقة هوندت هي أعلى مستوى من الطريقة المتوسطة لتوزيع مقاعد في التمثيل النسبي للأحزاب القائمة. استطاع الرياضي البليجكي فيكتور هوندت في 1878 أن يكتشف طريقة رياضية يمكن بواسطتها التعرف علي نتيجة توزيع المقاعد على القوائم لتوزيع النسبي للمقاعد البرلمانية للأحزاب. وعلى سبيل المثال، تتم طريقة التوزيع بتقسيم عدد الأصوات التي حصلت عليها كل قائمة على 1 ثم 2 ثم على 3 ثم على 4 ثم علي 5 ألخ وذلك إلى أن يتم استنفاذ القوائم ثم يرتب القاسم ترتيباً تنازلياً حتى يتم استنفاذ المقاعد المخصصة للدائرة، آخر قاسم في الترتيب يسمي المؤشر المشترك يستخدم هذا المؤشر المشترك لمعرفة عدد المقاعد التي تفوز بها كل قائمة وذلك بقسمة عدد الأصوات التي حصلت عليها كل قائمة على المؤشر المشترك.
وتسمى هذه الطريقة أيضًا طريقة جيفرسون أو طريقة القاسم الأكبر. وتصنف ضمن مجموعة طرق المتوسطات الكبرى. ويُقصد بالقاسم رياضياً هنا العدد الموجود عادة في مقام الكسر والذي يقسم العدد الموجود في بسط الكسر والمسمى رياضياً بالعدد المقسوم عليه وينتج من ذلك ناتج عملية القسمة. ويُعبر عن ذلك بالصيغة الرياضية العامة التالية:
Q=b/c ،
حيث Q ناتج القسمة، b بسط الكسر وهو العدد المقسوم عليه و c مقام الكسر وهو العدد القاسم.

## دوافع استخدام هذه الطريقة
تهدف أنظمة التمثيل النسبي إلى تخصيص مقاعد للأحزاب أو التكتلات الحزبية بما يتناسب تقريبًا مع عدد الأصوات التي حصلت عليها في التصويت. على سبيل المثال، إذا فاز حزب ما بثلث الأصوات، فيجب أن يحصل على حوالي ثلث المقاعد. غير أن التناسب الدقيق غير ممكن لأن هذه التقسيمات تنتج أعدادًا كسرية من المقاعد. ونتيجة لذلك، فقد تم ابتكار عدة طرق، من بينها طريقة د’هوندت، والتي تضمن توزيع مقاعد الأحزاب بأعداد صحيحة متناسبة قدر الإمكان. ومن الممكن القول أن طريقة د’هوندت (والطرق المماثلة لها) فقط هي من تقلل من إشكالية عدم التناسب، كون هذه الطريقة تعمل على التقليل من عدد الأصوات التي تهمل جانبًا، بحيث يتم تمثيل الأصوات المتبقية بسبب الكسور بشكل متناسب تمامًا، غير أن هذه الطريقة قد تخدم أحياناً ولو بشكل بسيط جداً الأحزاب والائتلافات الكبيرة على حساب الأحزاب الصغيرة المتفرقة. وبالمقارنة، فهناك طريقة تسمى ويبستر/سانت-ليغو Webster/Sainte-Laguë، وهي طريقة تقسيم مختلفة، تقلل المكافأة للأحزاب الكبيرة، وتفيد عمومًا الأحزاب المتوسطة الحجم على حساب الأحزاب الكبيرة والصغيرة.
تمت دراسة الخصائص البديهية لطريقة د’هوندت وأثبتت النتائج أن هذه طريقة هي الطريقة الوحيدة التي تتميز بالاتساق والرتابة والاستقرار والتوازن ومن شأنها أيضاً تشجيع التحالفات. تتصف الطريقة بالثبات إذا كانت تتعامل مع الأحزاب المتعادلة في الأصوات بالتساوي. وعندما تتصف الطريقة بالرتابة، فمعنى ذلك أن عدد المقاعد الممنوحة لأي ولاية أو مقاطعة أو حزب في الدول الفيدرالية، لن ينخفض في حال زاد حجم المجلس، فيما تكون الطريقة مستقرة إذا لم يربح أو يخسر حزبان مدمجان أكثر من مقعد واحد. من خلال تشجيع الائتلاف على طريقة د’هوندت، لا يمكن لأي تحالف أن يخسر المقعد.

## استعمالات الطريقة
هناك العديد من الهيئات التشريعية التي تستخدم هذه الطريقة منها: آلاند ، ألبانيا ، أنغولا ، الأرجنتين ، أرمينيا ، أروبا ، النمسا ، بلجيكا ، بوليفيا ، البرازيل ، بوروندي ، كمبوديا ، الرأس الأخضر ، تشيلي ، كولومبيا ، كرواتيا ، الدنمارك ، جمهورية الدومينيكان ، تيمور الشرقية ، الإكوادور ، إستونيا ، فيجي ،فنلندا ، غرينلاند ، غواتيمالا ، المجر (في نظام مختلط ) ، أيسلندا ، إسرائيل ، اليابان ، لوكسمبورغ ، مولدوفا ، موناكو ، الجبل الأسود ، موزمبيق ، هولندا ، نيكاراغوا ، مقدونيا الشمالية ، باراغواي ، بيرو ، بولندا ، البرتغال ، رومانيا ، سان مارينو ، صربيا ، سلوفينيا ، إسبانيا وسويسرا وتركيا وأوروغواي و و فنزويلا
كما تُستخدم هذه الطريقة لحساب المقاعد "الإضافية" في البرلمان الاسكتلندي ، ومجلس السينيد (البرلمان الويلزي) و مجلس لندن؛ كما تُستخدم في بعض البلدان لانتخابات البرلمان الأوروبي؛ واستُخدمت خلال حقبة دستور 1997 لتخصيص مقاعد برلمانية على القوائم الحزبية في تايلاند.  تم استخدام نموذج معدل لهذه الطريقة للانتخابات في الجمعية التشريعية لإقليم العاصمة الأسترالية، ولكن تم التخلي عن هذا لصالح نظام هير كلارك الانتخابي. يُستخدم النظام أيضًا في الممارسة العملية للتوزيع بين المجموعات السياسية للعديد من المناصب (نواب الرئيس، ورؤساء اللجان ونواب الرؤساء، ورؤساء الوفود ونواب الرؤساء) في البرلمان الأوروبي ولتوزيع الوزراء في جمعية أيرلندا الشمالية. كما أنها تستخدم لحساب النتائج في انتخابات المجالس العمالية الألمانية والنمساوية

## آلية عمل الطريقة
بعد لنتهاء عملية التصويت وفرز جميع الأصوات، يتم احتساب نتائج القسمة المتتالية لكل حزب على حده. الحزب الذي يحصل على أكبر ناتج قسمة يفوز بمقعد واحد ثم يعاد حساب حاصل قسمة من جديد، وتتكرر هذا العملية الحسابية حتى يتم ملء العدد المطلوب من المقاعد. وتكون الصيغة الصيغة للحصول على حاصل القسمة كما يلي:
Quot=V/(s+1)
أي أن حاصل القسمة = V مقسوما على (s+1)
حيث أن:
- V ترمز لإجمالي عدد الأصوات التي حصل عليها الحزب، و
- s ترمز لعدد المقاعد التي تم تخصيصها لهذا الحزب حتى الآن ، وفي البداية تكون قيمتها 0 لجميع الأحزاب.

يتم تقسيم إجمالي الأصوات الحاصل عليها كل حزب في الدائرة الانتخابية، أولاً على 1، ثم على 2، ثم على 3، حتى يصل العدد إلى إجمالي عدد المقاعد التي تم تخصيصها للدائرة الانتخابية.

### مثال
في هذا المثال نفترض أن إجمالي عدد أصوات الناخبين 230.000 صوت، وعدد المقاعد المطلوب تخصيصها للأحزاب 8 مقاعد بين 4 أحزاب كل حزب حصل على عدد من الأصوات كما هي مبينة في الجدول. وبما أنه المطلوب هو تخصيص 8 مقاعد، فيتم تقسيم إجمالي أصوات كل حزب على 1 ، ثم على 2 و 3 و 4 (ثم، إذا لزم الأمر، على 5 و 6 وهكذا) حتى يتم استنزاف توزيع المقاعد على الأحزاب.
جدول 1 يوضح عملية توزيع المقاعد على الأحزاب بطريقة د’هوندت
| الحزب  | إجمالي عدد الأصوات التي حصل عليها الحزب |                                                                              | الجولات الحسابية | الجولات الحسابية | الجولات الحسابية | الجولات الحسابية | الجولات الحسابية | الجولات الحسابية | الجولات الحسابية | الجولات الحسابية | المقاعد الموزعة لكل حزب |
| الحزب  | إجمالي عدد الأصوات التي حصل عليها الحزب |                                                                              | 1                | 2                | 3                | 4                | 5                | 6                | 7                | 8                | المقاعد الموزعة لكل حزب |
| 1      | 100000                                  | نتيجة الجولات الحسابية وتوزيع المقاعد على الأحزاب بحسب الناتج الأكبر تنازليا | 100,000.00       | 50,000.00        | 33,333.33        | 25,000.00        | 20,000.00        | 16,666.67        | 14,285.71        | 12,500.00        | 4                       |
|        |                                         | نتيجة الجولات الحسابية وتوزيع المقاعد على الأحزاب بحسب الناتج الأكبر تنازليا | المقعد الأول     | المقعد الثالث    | المقعد الخامس    | المقعد الثامن    |                  |                  |                  |                  | 4                       |
| 2      | 80000                                   | نتيجة الجولات الحسابية وتوزيع المقاعد على الأحزاب بحسب الناتج الأكبر تنازليا | 80,000.00        | 40,000.00        | 26,666.67        | 20,000.00        | 16,000.00        | 13,333.33        | 11,428.57        | 10,000.00        | 3                       |
|        |                                         | نتيجة الجولات الحسابية وتوزيع المقاعد على الأحزاب بحسب الناتج الأكبر تنازليا | المقعد الثاني    | المقعد الرابع    | المقعد السابع    |                  |                  |                  |                  |                  | 3                       |
| 3      | 30000                                   | نتيجة الجولات الحسابية وتوزيع المقاعد على الأحزاب بحسب الناتج الأكبر تنازليا | 30,000.00        | 15,000.00        | 10,000.00        | 7,500.00         | 6,000.00         | 5,000.00         | 4,285.71         | 3,750.00         | 1                       |
|        |                                         | نتيجة الجولات الحسابية وتوزيع المقاعد على الأحزاب بحسب الناتج الأكبر تنازليا | المقعد السادس    |                  |                  |                  |                  |                  |                  |                  | 1                       |
| 4      | 20000                                   | نتيجة الجولات الحسابية وتوزيع المقاعد على الأحزاب بحسب الناتج الأكبر تنازليا | 20,000.00        | 10,000.00        | 6,666.67         | 5,000.00         | 4,000.00         | 3,333.33         | 2,857.14         | 2,500.00         | 0                       |
| اجمالي | 230.000                                 | اجمالي المقاعد الموزعة                                                       | 3                | 2                | 2                | 1                |                  |                  |                  |                  | 8                       |

من الجدول نلاحظ أن عدد الجولات المطلوبة لتوزيع المقاعد على الأحزاب كانت أربع جولات فقط، حيث تم توزيع المقاعد على الأحزاب بحسب نتائج الجولات الحسابية تنازليا بدءً بأعلى قيمة (وهي القيم المكتوبة بالخط الغليظ) وهي 100.000 للحزب 1، حيث يحصل على المقعد رقم 1، تليها القيمة 80.000 للحزب 2، حيث يحصل على المقعد رقم 2، ثم 50.000 للحزب 1، حيث يحصل على المقعد رقم 3، ثم 40.000 للحزب 2، حيث يحصل على المقعد رقم 4 وهكذا وصولاً إلى 25.000 في الجولة الرابعة والتي انتهت عندها عملية التوزيع بتخصيص المقعد رقم 8 للحزب 1.
جدول 2 ملخص للجدول 1، حيث يظهر الجولات الحسابية المطلوبة لتوزيع تامقاعد، كما يُظهر عمود "النسب الحقيقية" بالأعداد الكسرية الدقيقة للمقاعد المفترض أن تحصل عليها الأحزاب، محسوبة بما يتناسب مع عدد الأصوات التي حصل عليها كل حزب من مجموع الأصوات. (على سبيل المثال الحزب 1 100،000{\displaystyle \div } 230،000 × 8 = 3.48) ويظهر هنا بشكل واضح التفضيل الطفيف للحزب الأكبر على الأصغر.
| المقام  | /1       | /2      | /3      | /4      | المقاعد التي حصل عليها كل حزب بطريقة د’هوندت | عدد المقاعد بناء على النسب الحقيقية (= عدد المقاعد المفترض أن يحصل عليها كل حزب) |
| ------- | -------- | ------- | ------- | ------- | -------------------------------------------- | -------------------------------------------------------------------------------- |
| الحزب أ | 100,000* | 50,000* | 33,333* | 25,000* | 4                                            | 3.5                                                                              |
| الحزب ب | 80,000*  | 40,000* | 26,667* | 20,000  | 3                                            | 2.8                                                                              |
| الحزب ج | 30,000*  | 15,000  | 10,000  | 7,500   | 1                                            | 1.0                                                                              |
| الحزب د | 20,000   | 10,000  | 6,667   | 5,000   | 0                                            | 0.7                                                                              |
| المجموع | المجموع  | المجموع | المجموع | المجموع | 8                                            | 8                                                                                |

جدول 2 يوضح عملية توزيع المقاعد على الأحزاب بطريقة د’هوندت بطريقة أخرى تؤدي إلى نفس النتيجة
| الجولات الحسابية (مقعد واحد في كل جولة)         | 1         | 2        | 3        | 4        | 5        | 6        | 7        | 8        | المقاعد التي فازت بها (بالخط الغليظ) |
| ----------------------------------------------- | --------- | -------- | -------- | -------- | -------- | -------- | -------- | -------- | ------------------------------------ |
| حاصل القسمة للحزب أ مقاعد الحزب بعد هذه الجولة  | 100,000 1 | 50,000 1 | 50,000 2 | 33,333 2 | 33,333 3 | 25,000 3 | 25,000 3 | 25,000 4 | 4                                    |
| حاصل القسمة للحزب ب مقاعد الحزب بعد هذه الجولة  | 80,000 0  | 80,000 1 | 40,000 1 | 40,000 2 | 26,667 2 | 26,667 2 | 26,667 3 | 20,000 3 | 3                                    |
| حاصل القسمة للحزب ج مقاعد الحزب بعد هذه الجولة  | 30,000 0  | 30,000 0 | 30,000 0 | 30,000 0 | 30,000 0 | 30,000 1 | 15,000 1 | 15,000 1 | 1                                    |
| حاصل القسمة للحزب هـ مقاعد الحزب بعد هذه الجولة | 20,000 0  | 20,000 0 | 20,000 0 | 20,000 0 | 20,000 0 | 20,000 0 | 20,000 0 | 20,000 0 | 0                                    |

### أمثلة أخرى
يتوفر مثال عملي لغير الخبراء فيما يتعلق بانتخابات 2019 في المملكة المتحدة للبرلمان الأوروبي كتبته كريستينا باجيل كمقال عبر الإنترنت مع معهد المملكة المتحدة في أوروبا متغيرة UK in a Changing Europe.
كتبت عالمة الرياضيات البريطانية البروفيسور هيلين ويلسون مثالاً أكثر تفصيلاً من الناحية الرياضية .

## جيفرسون و د’هوندت
تم شرح الطريقة (طريقة جيفرسون) لأول مرة في عام 1792 من قبل المحامي والدبلوماسي توماس جيفرسون (الذي أصبح لاحقاً رئيساً للولايات المتحدة)، في رسالة إلى الرئيس جورج واشنطن بخصوص توزيع المقاعد في مجلس النواب الأمريكي.
لاحقا في عام 1878تم اختراع هذه الطريقة في أوروبا ،بشكل مستقل من قبل عالم الرياضيات البلجيكي فيكتور دوندت
إن طريقتي جيفرسون و د’هوندت متكافئتين وتعطيتان دائمًا نفس النتائج، لكن طرق عرضها للعمليات الحسابية مختلفة.
قدم فيكتور دوندت طريقته في كتابه العملي والمنطقي لنظام التمثيل النسبي ، الذي نُشر في بروكسل عام 1882.
يمكن استخدام هذه الطريقة لتوزيع المقاعد في الهيئة التشريعية الفيدرالية بين الولايات وفقًا لعدد السكان أو بين الأحزاب وفقًا لنتائج الانتخابات. المهام في الحالتين متكافئة رياضياً، بحيث يتم وضع الدول بدلا من الأحزاب والسكان بدلاً من الأصوات. في بعض البلدان، يُسمى طريقة جيفرسون بأسماء السياسيين أو الخبراء الانتخابيين المحليين الذين يقدموها محليًا. على سبيل المثال ، تُعرف هذه الطريقة في إسرائيل بطريقة بدر عوفر.